# Crassantenna mimorostrata
Crassantenna mimorostrata är en kräftdjursart som beskrevs av Edward Bradford 1969. Crassantenna mimorostrata ingår i släktet Crassantenna och familjen Aetideidae. Inga underarter finns listade i Catalogue of Life.